# 瓦利什 (阿尔凡德加-达菲)
瓦利什是葡萄牙布拉干萨区的一个堂区。总面积7.14平方公里，总人口70人，人口密度9.8人/平方公里。